# 식품가공학
식품가공학(food technology)은 식품의 생산, 보존, 품질 관리 및 연구 개발을 다루는 식품 과학의 한 분야이다.
식품가공학에 대한 초기 과학 연구는 식품 보존에 집중되었다. 1810년 니콜라 아페르의 통조림 공정 개발은 결정적인 사건이었다. 그 당시에는 그 과정을 통조림이라고 부르지 않았고 아페르는 그의 과정이 작동하는 원리를 실제로 알지 못했지만 통조림은 식품 보존 기술에 큰 영향을 미쳤다.
루이 파스퇴르(Louis Pasteur)의 1864년 와인 부패에 대한 연구와 부패 방지 방법에 대한 설명은 과학 지식을 식품 취급에 적용하려는 초기 시도였다. 파스퇴르는 와인 부패에 대한 연구 외에도 알코올, 식초, 와인 및 맥주의 생산과 우유의 시큼함을 연구했다. 그는 식품 부패와 질병을 일으키는 유기체를 파괴하기 위해 우유와 유제품을 가열하는 과정인 저온살균법을 개발했다. 식품가공학에 대한 연구에서 파스퇴르는 세균학과 현대 예방 의학의 선구자가 되었다.

## 개발
- 분유
- 동결 건조
- 초고온 처리
- 디카페인
- 프로세스 최적화
- 무균가공
- 음식 배달

## 분류
- 농업 기술
- 식품과학
- 외식 산업
- 음식 배달
- 공급사슬

## 같이 보기
- 분자 미식학
- 식품공학